# Sharepoint Learning Management System
Sharepoint Learning Management System (LMS), et totalt e-læringsystem udviklet af den danske virksomhed Elearningforce.
Systemet er baseret på Microsofts Sharepoint-platform til brug på Microsoft Share Point Server 2007.

## Konceptet
Med LMS har undervisere et komplet sæt værktøjer til blandt andet:
- Tilrettelæggelse af undervisning
- Producere undervisningsmateriale
- Styre og udføre undervisning
- Karakterbog
- Online eksaminer
- Evaluering af indlærte